# گازیمور
گازیمور (روسی: Газимур) یک رودخانه در سرزمین زابایکالسکی کشور روسیه است.